# Ху Ян (хоккеист)
Ху Ян (кит. трад. 胡楊, упр. 胡杨, пиньинь Hú Yáng, в Канаде известен как Сэм Ху, англ. Sam Hu; 9 декабря 1996, Гуанчжоу, Китай) — китайский профессиональный хоккеист канадской школы. Играет на позиции нападающего в Украинской хоккейной лиге за команду «Киев Кэпиталз». В прошлом выступал в Континентальной хоккейной лиге за команду «Куньлунь Ред Стар».

## Биография
Родился в Китае, в городе Гуанчжоу. В пятилетнем возрасте семья переехала в Канаду, там родители отдали его в хоккейную школу. Постепенно начал выступать на позиции нападающего за юниорские и молодёжные команды хоккейных лиг Северной Америки. С 2012 по 2017 год играл за различные канадские команды в юниорской лиге Онтарио. Всего в этой лиге в регулярном сезоне и плей-офф сыграл 204 матча, забросил 75 шайб и отдал 85 голевых передач.
В 2017 году присоединился к новосозданной китайской команде «Куньлунь Ред Стар Хэйлунцзян» из Харбина, заявленной для участия в Высшей хоккейной лиге России, так как надеялся при помощи неё попасть в состав сборной Китая. В дебютном сезоне провёл 51 встречу в регулярном сезоне, забросив 12 шайб в ворота соперников и отдав столько же голевых передач партнёрам по команде. В августе 2018 года подписал двусторонний контракт с китайской командой КХЛ, «Куньлунь Ред Стар». Преимущественно выступал в ВХЛ: в сезоне 2018/19 за пекинскую команду ОРДЖИ набрал 38 очков за результативность в 52 матчах, а в сезоне 2019/20 за пекинский КРС-БСУ, где в 54 матчах забросил 10 шайб и отдал 19 голевых передач. В Континентальной хоккейной лиге дебютировал 20 февраля 2019 года в матче против владивостокского «Адмирала», а 22 февраля сыграл второй матч против «Барыса». В сезоне 2019/20 в КХЛ сыграл только один матч против екатеринбургского «Автомобилиста».
В сезоне 2020/21 не выступал на профессиональном уровне, а летом 2021 года подписал новый контракт с «Куньлунем». В сезоне 2021/22 в КХЛ провёл 20 встреч, забросил одну шайбу (30 сентября в ворота московского «Динамо») и отдал одну голевую передачу. В декабре 2021 года команда расторгла контракт с пятью игроками, в том числе с Ху Яном. Впоследствии подписал контракт с командой «Манглеруд», выступающей в высшей лиге Норвегии.